# Rio de Janeiro Challenger 1990
Il Rio de Janeiro Challenger 1990 è stato un torneo di tennis facente parte della categoria ATP Challenger Series nell'ambito dell'ATP Challenger Series 1990. Il torneo si è giocato a Rio de Janeiro in Brasile dal 29 ottobre al 4 novembre 1990 su campi in terra rossa.

## Vincitori

### Singolare
Luiz Mattar ha battuto in finale  Luis Herrera con il punteggio di 6–3, 3–6, 6–3

### Doppio
Roger Smith /  Tobias Svantesson hanno battuto in finale  Shelby Cannon /  Alfonso Mora con il punteggio di 7–5, 6–4